# Мендес, Херонимо
Херонимо Мендес Арансибия (исп. Jerónimo Méndez Arancibia; 25 сентября 1887 года, Чаньяраль, Чили, — 14 июня 1959 года, Сантьяго, Чили) — чилийский политик, который исполнял обязанности президента страны в 1941—1942 годах.

## Биография
Родился 25 сентября 1887 года в городе Чаньяраль, где получил среднее образование. В 1914 году получил диплом доктора медицины в Чилийском университете. Президент Педро Агирре Серда назначил его министром внутренних дел. После смерти президента Агирре Серда 25 ноября 1941 года он стал временным президентом. Он организовал проведение президентских выборов, которые выиграл Хуан Антонио Риос 1 февраля 1942 года. 